# شهرستان لووچ
شهرستان لووچ (به بلغاری: Lovech Municipality) یک شهرستان در بلغارستان است که در استان لووچ واقع شده‌است. شهرستان لووچ ۹۳۰٫۸ کیلومتر مربع مساحت و ۵۳٬۵۷۸ نفر جمعیت دارد.

## خواهرخوانده
شهر ارفورت خواهرخواندهٔ شهرستان لووچ هست.